# Tetragnatha laboriosa
Tetragnatha laboriosa este o specie de păianjeni din genul Tetragnatha, familia Tetragnathidae, descrisă de Hentz, 1850. Conform Catalogue of Life specia Tetragnatha laboriosa nu are subspecii cunoscute.

## Galerie

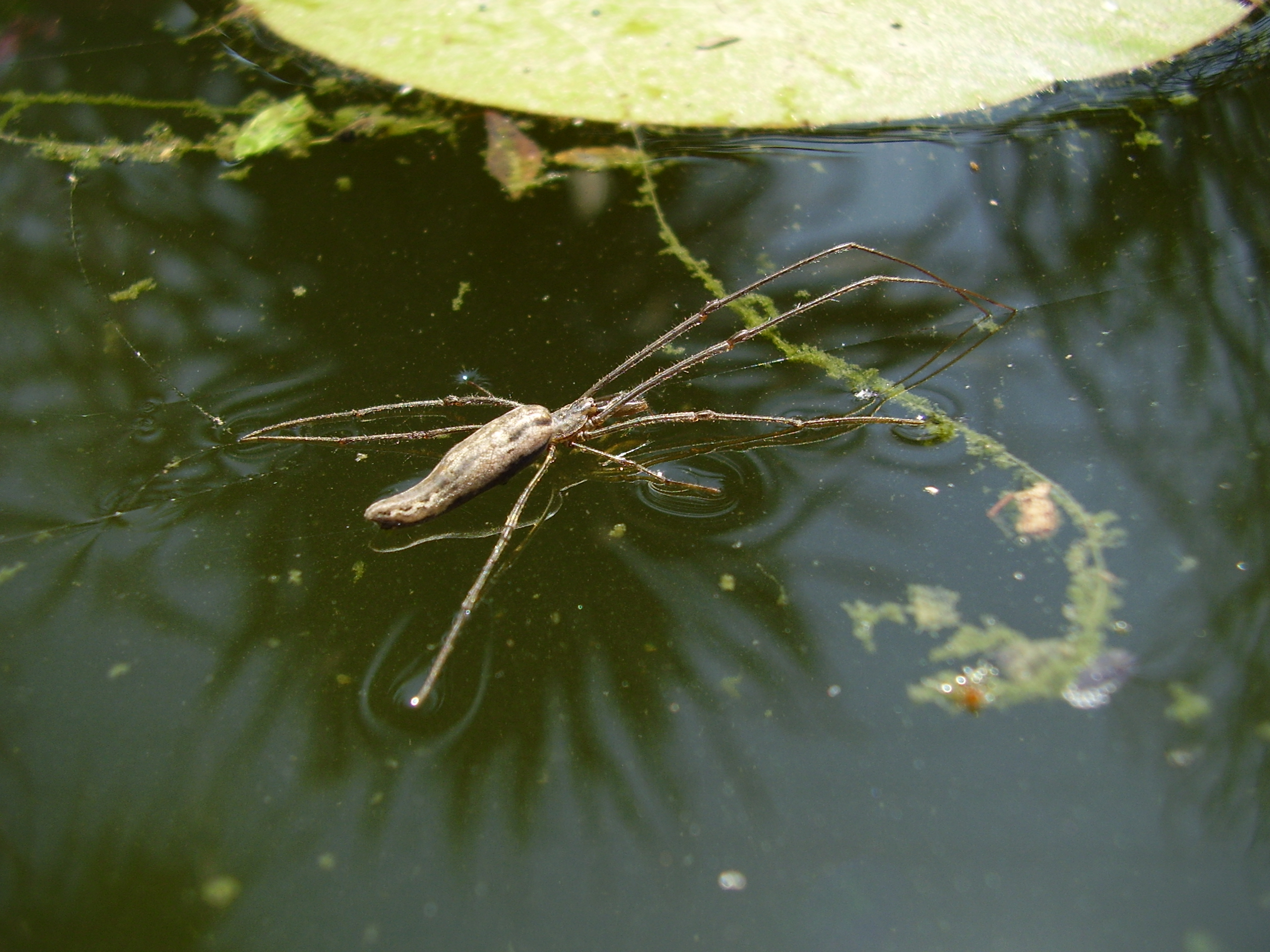
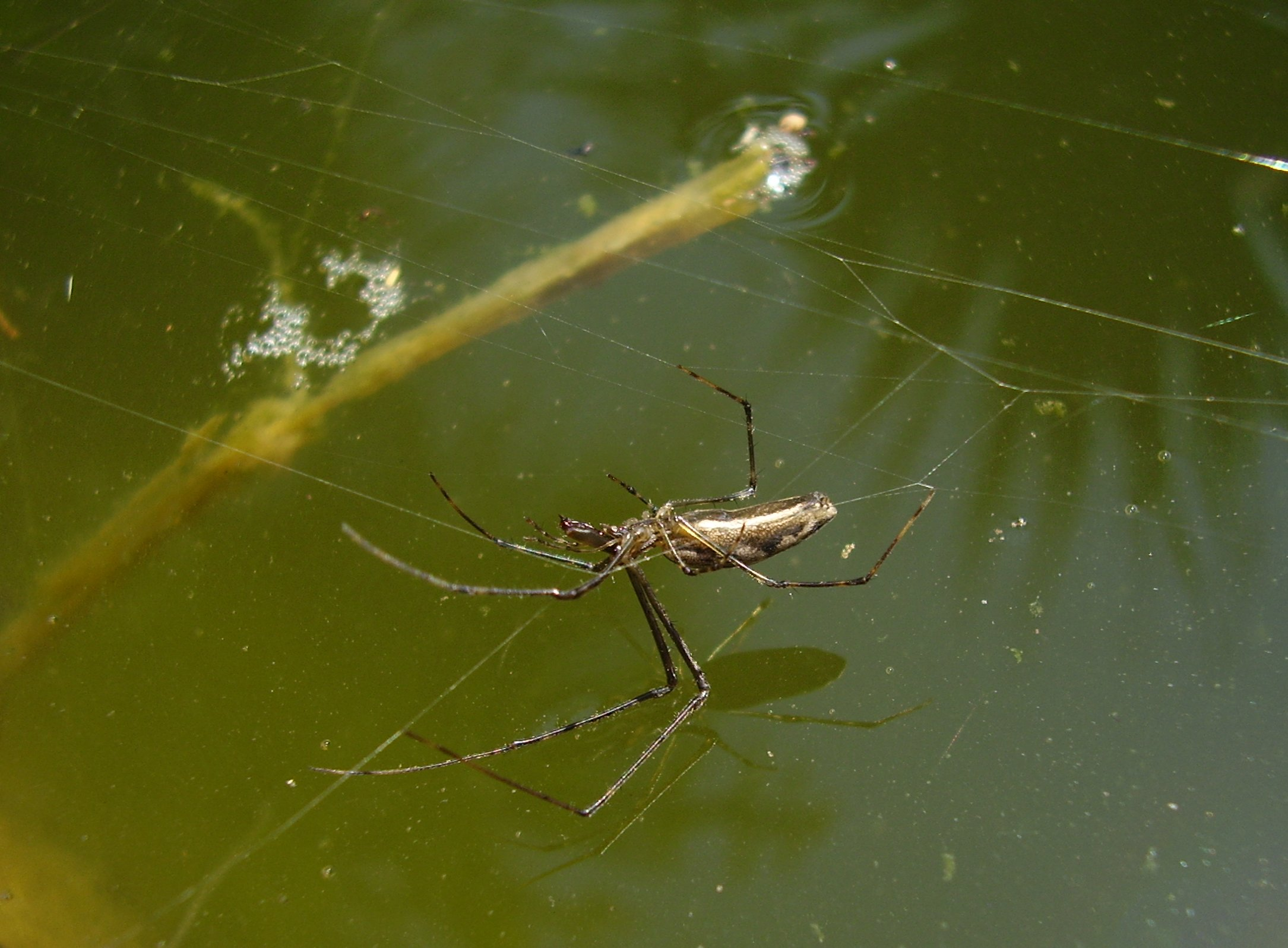